# Гоглев, Семён Иванович
Семён Иванович Гоглев (1911, Ляменская, Вологодская губерния — 1969) — советский хозяйственный, государственный и политический деятель.

## Биография
Родился в 1911 году в деревне Ляменской (ныне — в Нюксенском районе Вологодской области). Член ВКП(б) с 1936 года.
- 1929—1931 член колхоза «Союз» Нюксенского района,
- 1931—1932 заведующий лесопунктом Нюксенского района,
- секретарь Нюксенского райкома ВЛКСМ, инструктор Северного крайкома ВЛКСМ в Архангельске, заведующий Нюксенским райфо, заместитель председателя Нюксенского райисполкома,
- 1941—1943 председатель Бабаевского райисполкома,
- 1943—1945 заместитель председателя Вологодского облисполкома по животноводству,
- 27 июля 1945 — 18 янв. 1955 председатель Вологодского горисполкома,
- 1955—1956 1-й секретарь Тотемского райкома КПСС,
- 23 нояб. 1956 — 30 окт. 1962 председатель Вологодского горисполкома,
- с 1962 заместитель председателя Вологодского облисполкома.

Избирался депутатом Верховного Совета РСФСР 2-го созыва.
Умер в 1969 году.